# Congreso Independiente Africano
El Congreso Independiente Africano (en inglés: African Independent Congress) o AIC es un partido político minoritario y regional de Sudáfrica, fundado el 12 de diciembre de 2005 por Mandla Galo en la ciudad de Matatiele en protesta por la inclusión del área en la provincia del Cabo Oriental por parte del gobierno del Congreso Nacional Africano (ANC), en lugar de KwaZulu-Natal, en la 12.ª enmienda de la Constitución de Sudáfrica. El cambio de límite disputado también fue a la corte, y finalmente se confirmó en la 13.ª enmienda.
Ganó 10 escaños en las elecciones al municipio de Matatiele en las elecciones del gobierno local de 2006 y 7 en 2011, y un escaño en la legislatura provincial del Cabo Oriental en las elecciones de 2009, que mantuvo en las elecciones de 2014.
A nivel nacional, en las elecciones generales de 2014, el AIC obtuvo 97.462 votos, el 0.53% del voto total, y obtuvo 3 escaños. Algunos analistas acusaron al AIC de confundir a los votantes con su parecido en las iniciales y el logo con el Congreso Nacional Africano. En las elecciones municipales de 2016, su apoyo disminuyó aún más en Matatiele, pero se mantuvo por primera vez en muchos otros municipios, ganando un total de 55 escaños en ocho de las nueve provincias.